# Bombardement du quartier-général du groupe Panzer Ouest

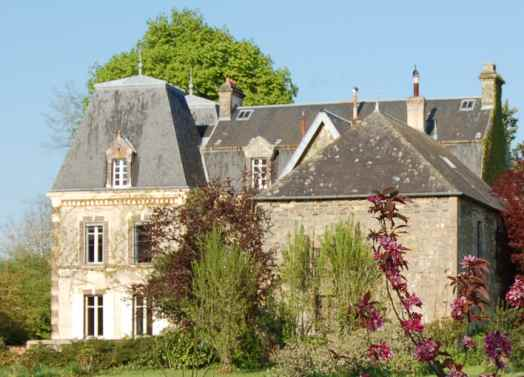
Le château à La Caine aujourd'hui

Le bombardement du quartier-général du groupe Panzer Ouest fut un raid aérien réussi de la Royal Air Force contre le quartier général du groupe Panzer Ouest récemment installé à La Caine, à une quinzaine de kilomètres au sud-ouest de Caen. Le bombardement eut lieu le 10 juin 1944, aux premiers jours de la bataille de Normandie, et priva les Allemands du contrôle de leur arme blindée, désorganisant le commandement à un moment important de la bataille. L'attaque tua plusieurs officiers, blessa le commandant du groupe Panzer, le général von Schweppenburg, détruisit les moyens de communications et entraina le retrait du QG vers Paris.   

## Attaque

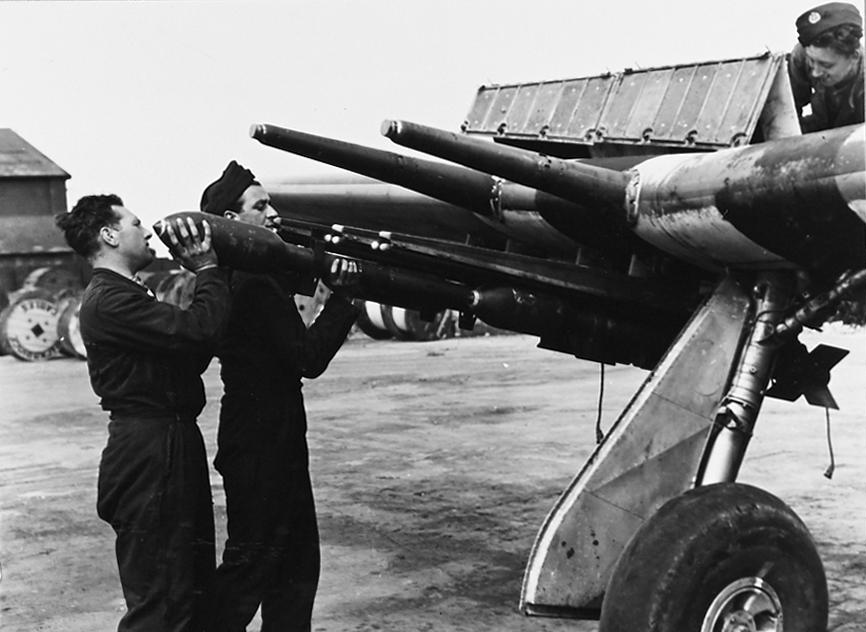
Typhoon en train d'être chargé de roquettes RP-3.

Au début de la bataille de Normandie, le quartier général de la 5e armée Panzer s'établit dans un château à La Caine, au sud-ouest de Caen. Le 9 juin 1944, trois jours après le débarquement, ce nouvel emplacement de l'état-major Panzer fut révélé aux services de renseignements britanniques grâce au décryptage d'un message de communication allemand. Le 10 juin 1944, des avions de la Seconde Force aérienne tactique de la Royal Air Force bombardent le village Le raid est mené par 40 Typhoons armés de roquettes RP-3 qui attaquent en trois vagues à basse altitude et par 61 Mitchells qui lâchent des bombes de 220 kg à 4 000 m d'altitude.

## Bilan
18 membres de l'état-major sont officiellement morts dans l'attaque, dont le chef d'état-major, le Generalmajor Sigismund-Helmut von Dawans, , officier de plus haut rang tué pendant le bombardement. Le commandant du groupe Panzer, le général Leo Geyr von Schweppenburg est blessé. Même si le château n'est pas durement touché, le verger voisin où les véhicules du quartier-général sont garés est largement bombardé et les équipements de communications détruits.

## Effets
Le quartier général n'est plus opérationnel et se retire à Paris. Le commandement allemand du secteur fut temporairement donné au 1er SS-Panzerkorps L'attaque a détruit l'unique structure de l'armée allemande sur le front ouest capable de commander un grand nombre de divisions mobiles.

## Source
- (en) Cet article est partiellement ou en totalité issu de l’article de Wikipédia en anglais intitulé « Attack on Panzer Group West's headquarters at La Caine » (voir la liste des auteurs).